# Префектура Јаманаши
Јаманаши (Јапански:山梨県; Yamanashi-ken) је префектура у Јапану која се налази у региону Чибу на острву Хоншу. Главни град је Кофу.